# Hô hấp tế bào

Hô hấp tế bào ở sinh vật nhân thực điển hình

Hô hấp tế bào là một tập hợp các phản ứng và quá trình trao đổi chất diễn ra trong các tế bào của sinh vật để chuyển đổi năng lượng hóa học có trong chất dinh dưỡng thành adenosine triphosphate (ATP), và sau đó giải phóng các chất thải. Các phản ứng liên quan đến hô hấp là các phản ứng dị hóa, phá vỡ các phân tử lớn thành các phân tử nhỏ hơn, giải phóng năng lượng trong quá trình, do liên kết yếu "cao năng" sẽ được thay bằng liên kết mạnh hơn trong các sản phẩm. Hô hấp là một trong những phương thức chính giúp tế bào giải phóng năng lượng hóa học để cung cấp năng lượng cho các hoạt động của tế bào. Hô hấp tế bào được coi là phản ứng oxy hóa-khử và giải phóng nhiệt. Phản ứng tổng thể được thực hiện thông qua một loạt các bước khác nhau, hầu hết trong số đó là phản ứng oxy hóa-khử. Hô hấp tế bào, nếu nói về mặt kỹ thuật là một phản ứng đốt cháy, nhưng thực chất thì không như vậy. Khi hô hấp tế bào xảy ra trong tế bào sống, năng lượng được giải phóng từ từ qua hàng loạt các phản ứng, chứ không bùng nổ nhiệt như phản ứng cháy thông thường.
Các chất dinh dưỡng thường được sử dụng bởi các tế bào động vật và thực vật cho hô hấp có thể kể đến như đường, amino acid và axit béo, và chất oxy hóa phổ biến nhất (chất nhận điện tử) là oxy phân tử (O2). Năng lượng hóa học được lưu trữ trong ATP (nhóm phosphate thứ ba của nó liên kết yếu với phần còn lại của phân tử và bị phá vỡ một cách dễ dàng cho phép hình thành liên kết mạnh hơn, do đó chuyển năng lượng cho tế bào sử dụng) có thể được sử dụng để thúc đẩy các quá trình đòi hỏi năng lượng, bao gồm sinh tổng hợp, vận động hoặc vận chuyển các phân tử qua màng tế bào.

## Hô hấp hiếu khí
Hô hấp hiếu khí bắt buộc phải có oxy (O2) để tạo ra ATP. Mặc dù carbohydrate, chất béo và protein đều có thể sử dụng làm chất phản ứng, phương pháp "ưa thích" của tế bào là tạo ra pyruvate trong đường phân và pyruvate đó sẽ đi vào ty thể để được oxy hóa hoàn toàn bởi chu trình Krebs. Các sản phẩm của quá trình này là carbon dioxide và nước, năng lượng có được sẽ sử dụng để phá vỡ liên kết trong ADP trong khi nhóm phosphate thứ ba được thêm vào để tạo nên ATP (adenosine triphosphate), theo phương pháp phosphoryl hóa mức cơ chất. Ngoài ra, sản phẩm còn có NADH và FADH2
| Phương trình tổng quát: | C6H12O6 (r) + 6 O2 (k) → 6 CO2 (k) + 6 H2O (l) + nhiệt |
| Phương trình tổng quát: | ΔG = −2880 kJ mỗi mol C6H12O6                          |

ΔG âm chỉ ra rằng phản ứng này có thể xảy ra một cách tự phát.
Thế năng của NADH và FADH2 được chuyển đổi thành nhiều ATP hơn thông qua một chuỗi vận chuyển điện tử với oxy là "chất nhận điện tử cuối cùng". Hầu hết ATP được sản xuất bởi hô hấp hiếu khí được tạo ra bởi quá trình phosphoryl hóa oxy hóa. Phương thức này hoạt động bằng cách sử dụng năng lượng giải phóng từ pyruvate để tạo ra một thế năng điện hóa bằng cách bơm proton qua màng. Thế năng này sau đó được sử dụng để làm quay ATP synthase và tạo ra ATP từ ADP và một nhóm phosphate. Sách giáo khoa sinh học thường viết có 38 phân tử ATP có thể được tạo ra cho mỗi phân tử glucose oxy hóa trong quá trình hô hấp tế bào (2 từ đường phân, 2 từ chu trình Krebs, và khoảng 34 từ hệ thống vận chuyển electron). Tuy nhiên, sản lượng tối đa này không bao giờ đạt được do thất thoát vì màng bị rò rỉ cũng như chi phí năng lượng để vận chuyển pyruvate và ADP vào chất nền ty thể, và ước tính hiện tại thì chỉ có khoảng 29 đến 30 ATP trên mỗi glucose.
Hô hấp hiếu khí có hiệu quả gấp 15 lần so với hô hấp kỵ khí (tạo ra 2 phân tử ATP trên 1 phân tử glucose). Tuy nhiên, một số sinh vật yếm khí, chẳng hạn như vi sinh vật sinh methane có thể tiếp tục hô hấp kỵ khí, tạo ra nhiều ATP hơn bằng cách sử dụng các phân tử vô cơ khác (không phải oxy) làm chất nhận điện tử cuối cùng trong chuỗi vận chuyển điện tử. Hai quá trình này đi chung con đường ban đầu của quá trình chuyển hóa đường phân nhưng chỉ hô hấp hiếu khí mới tiếp tục với chu trình Krebs và phosphoryl hóa oxy hóa. Các phản ứng sau đường phân diễn ra trong ti thể trong các tế bào nhân chuẩn, và trong tế bào chất trong tế bào nhân sơ.

### Tổng quan hô hấp hiếu khí
1. Đường phân:
--- 2 ATP + Glucose → 2 Acid Pyruvic + 4 Hydro + 2 ATP
2. Hình thành Acetyl CoA:
--- 2 Acid Pyruvic + 2 CoA → 2 Acetyl CoA + 2 Carbon Dioxide + 2 Hydro
3. Chu trình Krebs:
--- 2 Acetyl CoA + 3 O2 → 6 Hydro + 4 Carbon Dioxide + 2 ATP
4. Chuỗi truyền điện tử:
--- 12 Hydro + 3 O2 → 6 nước + 34ATP
Phương trình tổng quát:
--- Glucose + 6 O2 → 6 Carbon Dioxide + 6 nước + 38 ATP

### Đường phân
Đường phân là con đường trao đổi chất diễn ra trong bào tương ở tất cả các sinh vật sống. Con đường này có thể diễn ra trong cả điều kiện hiếu khí và yếm khí. Ở người, điều kiện hiếu khí tạo ra pyruvate và yếm khí tạo ra axit lactic. Trong điều kiện hiếu khí, một phân tử glucose sẽ được biến đổi thành hai phân tử pyruvate (axit pyruvic), và thu về năng lượng dưới dạng hai phân tử ATP. Trên thực tế, thì mỗi glucose có thể tạo ra bốn phân tử ATP, tuy nhiên, hai phân tử được tiêu thụ như là một phần của giai đoạn chuẩn bị. Sự phosphoryl hóa glucose ban đầu là cần thiết để hoạt hóa glucose (làm giảm độ ổn định) để phân tử này có thể được tách thành hai phân tử pyruvate bởi enzyme aldolase. Trong giai đoạn thu hồi năng lượng của đường phân, bốn nhóm phosphate được chuyển đến ADP theo cơ chế phosphoryl hóa mức cơ chất để tạo ra bốn ATP, và hai NADH được tạo ra khi pyruvate bị oxy hóa. Phản ứng tổng thể có thể được viết như sau:
Glucose + 2 NAD+ + + 2 Pi + 2 ADP → 2 pyruvate + 2 NADH + 2 ATP + 2 H+ + 2 H2O + nhiệt
Bắt đầu với glucose, 1 ATP được sử dụng để chuyển một nhóm phosphate đến glucose để tạo ra glucose 6-phosphate. Glycogen cũng có thể được chuyển thành glucose 6-phosphate với sự giúp đỡ của enzyme glycogen phosphorylase. Trong quá trình chuyển hóa năng lượng, glucose 6-phosphate được biến đổi thành fructose 6-phosphate. Một ATP bổ sung được sử dụng để phosphoryl hóa fructose 6-phosphate thành fructose 1,6-disphosphate nhờ enzyme phosphofructokinase. Fructose 1,6-diphosphate sau đó được phân tách thành hai phân tử được phosphoryl hóa với mạch khung ba carbon và tiếp tục được biến đổi thành pyruvate.
Đường phân có thể được dịch theo nghĩa đen là "tách đường"

### Khử carboxyl hóa oxy hóa pyruvate
Pyruvate tiếp theo bị oxy hóa thành acetyl-CoA và CO2 bởi phức hợp pyruvate dehydrogenase (PDC). PDC chứa nhiều bản sao của ba enzyme và nằm trong ti thể của các tế bào nhân chuẩn và trong bào tương của sinh vật nhân sơ. Trong quá trình chuyển đổi pyruvate thành acetyl-CoA, một phân tử NADH và một phân tử CO2 cũng được tạo thành.

### Chu trình acid citric
Chu trình này cũng được gọi là chu trình Krebs hoặc chu trình axit tricarboxylic. Khi có oxy, pyruvate tạo ra từ quá trình đường phân sẽ được chuyển đổi thành acetyl-CoA. Khi acetyl-CoA được hình thành, hô hấp hiếu khí hoặc kỵ khí có thể xảy ra. Khi có oxy, ti thể sẽ trải qua hô hấp hiếu khí dẫn đến chu trình Krebs. Tuy nhiên, nếu không có oxy, phân tử pyruvate sẽ đi theo con đường lên men. Trong trường hợp có oxy, sau khi acetyl-CoA được tạo ra, phân tử này sẽ đi vào chu trình axit citric (chu trình Krebs) bên trong chất nền ty thể, và bị oxy hóa thành CO2 trong khi đồng thời khử NAD thành NADH. NADH có thể được sử dụng bởi chuỗi vận chuyển điện tử để tạo thêm ATP như một phần của quá trình phosphoryl hóa oxy hóa. Để oxy hóa hoàn toàn một phân tử glucose, hai acetyl-CoA phải được chuyển hóa bởi chu trình Krebs. Hai sản phẩm "thừa" tế bào, H2O và CO2, cũng được tạo ra trong chu kỳ này.
Chu trình axit citric là một chu trình gồm 8 bước liên quan đến 18 loại enzyme và co-enzyme khác nhau. Trong chu trình này, acetyl-CoA (mạch khung có: 2 nguyên tử cacbon) + oxaloacetat (4 nguyên tử cacbon) tạo ra citrate (6 nguyên tử cacbon), được sắp xếp lại thành dạng phản ứng có tên gọi isocitrate (6 nguyên tử cacbon). Isocitrate được biến đổi thành α-ketoglutarate (5 nguyên tử cacbon), succinyl-CoA, succinate, fumarate, malate và cuối cùng là oxaloacetate.
Năng lượng thực tế thu được từ một chu kỳ là 3 NADH, 1 FADH2 và 1 GTP; GTP sau đó có thể được sử dụng để sản xuất ATP. Như vậy, tổng sản lượng từ 1 phân tử glucose (2 phân tử pyruvate) là 6 NADH, 2 FADH2 và 2 ATP.

### Phosphoryl hóa oxy hóa
Ở sinh vật nhân thực, phosphoryl hóa oxy hóa xảy ra trong các mào (cristae) của ti thể. Quá trình này bao gồm chuỗi vận chuyển điện tử giúp tạo ra một gradient proton (thế năng hóa học) giữa hai bên màng trong ty thể bằng cách oxy hóa NADH được tạo ra từ chu trình Krebs. ATP được tổng hợp bởi enzyme tổng hợp ATP khi gradient hóa thẩm được sử dụng để điều khiển sự phosphoryl hóa của ADP. Các electron cuối cùng được chuyển tới oxy ngoại sinh và, nhờ việc bổ sung hai proton, nước được tạo ra.

## Hiệu suất tổng hợp ATP
| Bước                         | coenzyme tạo ra | ATP tạo ra     | Nguồn ATP |
| ---------------------------- | --------------- | -------------- | --- |
| Pha chuẩn bị cho đường phân  |                 | −2             | Phosphoryl hóa glucose và fructose 6-phosphate sử dụng 2 ATP từ bào tương                                                                        |
| Pha thu hồi năng lượng       |                 | 4              | Phosphoryl hóa mức cơ chất |
| Pha thu hồi năng lượng       | 2 NADH          | 3 hoặc 5       | Phosphoryl hóa oxy hóa: Mỗi NADH tạo ra 1.5 ATP thực (khác với bình thường là 2.5), lý do là năng lượng tiêu tốn vận chuyển NADH qua màng ty thể |
| Khử carboxyl oxy hóa pyuvate | 2 NADH          | 5              | Phosphoryl hóa oxy hóa |
| Chu trình Krebs              |                 | 2              | Phosphoryl hóa mức cơ chất |
| Chu trình Krebs              | 6 NADH          | 15             | Phosphoryl hóa oxy hóa |
| Chu trình Krebs              | 2 FADH2         | 3              | Phosphoryl hóa oxy hóa |
| Tổng thu                     | Tổng thu        | 30 hoặc 32 ATP | Từ quá trình oxy hóa hoàn toàn của một phân tử glucose đến carbon dioxide và quá trình oxy hóa của tất cả các coenzym dạng khử.                  |

Mặc dù theo lý thuyết thì mỗi phân tử glucose có thể tạo ra 38 phân tử ATP trong quá trình hô hấp tế bào, nhưng con số này thường ít hơn trên thực tế do tổn thất năng lượng như chi phí vận chuyển pyruvate (từ đường phân), phosphate và ADP (chất tổng hợp ATP) vào ty thể. Tất cả đều được vận chuyển chủ động bằng các chất mang sử dụng năng lượng được lưu trữ trong gradient điện hóa proton.
- Pyruvate được vận chuyển bởi một chất mang đặc hiệu, chỉ số Km thấp giúp đưa nó vào chất nền ty thể để oxy hóa bởi phức hợp pyruvate dehydrogenase.
- Chất mang phosphat (PiC) vận chuyển đối cảng (hai chất sẽ vận chuyển ngược chiều nhau) phosphate (H2PO4−; Pi) và OH− hoặc vận chuyển đồng cảng (hai chất sẽ vận chuyển cùng chiều nhau) phosphat và proton (H +) vào màng trong, và động lực để vận chuyển các ion phosphat vào ty thể là lực đẩy proton. Hai quá trình vận chuyển trên là trung hòa về điện
- ATP-ADP translocase (còn được gọi là adenine nucleotide translocase, ANT) là một chất mang vận chuyển đối cảng và vận chuyển ADP và ATP ở màng trong ty thể. Động lực là do ATP (−4) có điện tích âm hơn ADP (−3), và do đó nó làm mất một số thành phần điện của gradient điện hóa.

Kết quả của các quá trình vận chuyển bằng cách sử dụng gradient điện hóa proton là cần hơn 3 H+ (như trong lý thuyết) mới có thể tạo ra 1 ATP. Rõ ràng điều này làm giảm hiệu quả lý thuyết của toàn bộ quá trình và tối đa cũng chỉ có thể thu được 28-30 phân tử ATP. Trong thực tế, hiệu quả có thể thậm chí còn thấp hơn vì màng bên trong của ti thể còn "rò rỉ" một lượng nhỏ proton. Các yếu tố khác cũng có thể tác động vào gradient proton làm ti thể "rò rỉ" nhiều proton hơn. Một protein không kết cặp gọi là thermogenin được biểu hiện trong một số loại tế bào và là một kênh có thể vận chuyển proton. Khi protein này hoạt động ở màng trong ti thể, nó làm ngắt mạch nối giữa chuỗi vận chuyển electron và tổng hợp ATP. Thế năng từ gradient proton không được sử dụng để tạo ra ATP nhưng tạo ra nhiệt. Điều này đặc biệt quan trọng cho quá trình sinh nhiệt ở mô mỡ nâu của những động vật có vú sơ sinh hoặc ngủ đông.
Theo một số nguồn thông tin mới hơn, hiệu suất ATP trong hô hấp hiếu khí không phải là 36–38, mà chỉ có khoảng 30–32 phân tử ATP / 1 phân tử glucose , vì:
- Tỷ lệ ATP: NADH+H+ và ATP: FADH2 trong quá trình phosphoryl hóa oxy hóa dường như không phải là 3 và 2, mà chỉ là 2,5 và 1,5 tương ứng. Không giống như trong quá trình phosphoryl hóa ở mức cơ chất, quá trình định lượng hóa học ở đây khó thiết lập
  - ATP synthase tạo ra 1 ATP / 3 H+. Tuy nhiên, việc trao đổi ATP chất nền cho ADP và Pi tế bào chất (vận chuyển đối cảng với OH− hoặc đồng cảng với H+) qua trung gian bởi ATP-ADP translocase và chất mang phosphate tiêu thụ 1 H + / 1 ATP, do đó tỷ lệ thực sự phải là 1 ATP: 4 H+.
  - 1 NADH + H+ có thể chuyển 10 H+ (4 + 2 + 4) và 1 FADH2 có thể chuyển 6 H+ (2 + 4) qua màng trong chuỗi chuyền điện tử.

Vì vậy, định lượng hóa học cuối cùng là
1 NADH+H+: 10 H +: 10/4 ATP = NADH+H+: 2,5 ATP
1 FADH2: 6 H +: 6/4 ATP = 1 FADH2: 1,5 ATP
- Tỷ lệ ATP: NADH+H+ trong đường phân trong quá trình phosphoryl hóa oxy hóa là
- 1,5, như với FADH2, nếu các nguyên tử hydro (2H++ 2e−) được chuyển từ tế bào NADH+H+ từ tế bào chất vào FAD ty thể bằng con thoi glycerol phosphate nằm ở màng trong ty thể.
- 2,5 nếu con thoi malate-aspartate chuyển các nguyên tử hydro từ NADH+H+ tế bào chất đến NAD+ của ty thể

Vì vậy, cuối cùng chúng ta có, mỗi phân tử glucose:
Phosphoryl hóa mức cơ chất: 2 ATP từ đường phân + 2 ATP (trực tiếp từ GTP) từ chu trình Krebs
Oxy hóa phosphoryl
2 NADH+H+ từ đường phân: 2 × 1.5 ATP (nếu dùng con thoi glycerol phosphate) hoặc 2 × 2.5 ATP (con thoi malate-aspartate)
2 NADH+H+ từ quá trình decarboxyl hóa oxy hóa của pyruvate và 6 từ chu kỳ Krebs: 8 × 2.5 ATP
2 FADH2 từ chu kỳ Krebs: 2 × 1,5 ATP
Tổng cộng tất cả cho 4 + 3 (hoặc 5) + 20 + 3 = 30 (hoặc 32) ATP trên mỗi phân tử glucose
Tổng lượng ATP trong quá trình lên men ethanol hoặc lên men lactic chỉ là 2 phân tử đến từ quá trình đường phân, vì pyruvate không được chuyển vào ty thể để oxy hóa thành carbon dioxide (CO2), mà bị khử thành ethanol hoặc axit lactic trong tế bào chất.